# Teo Jägersberg

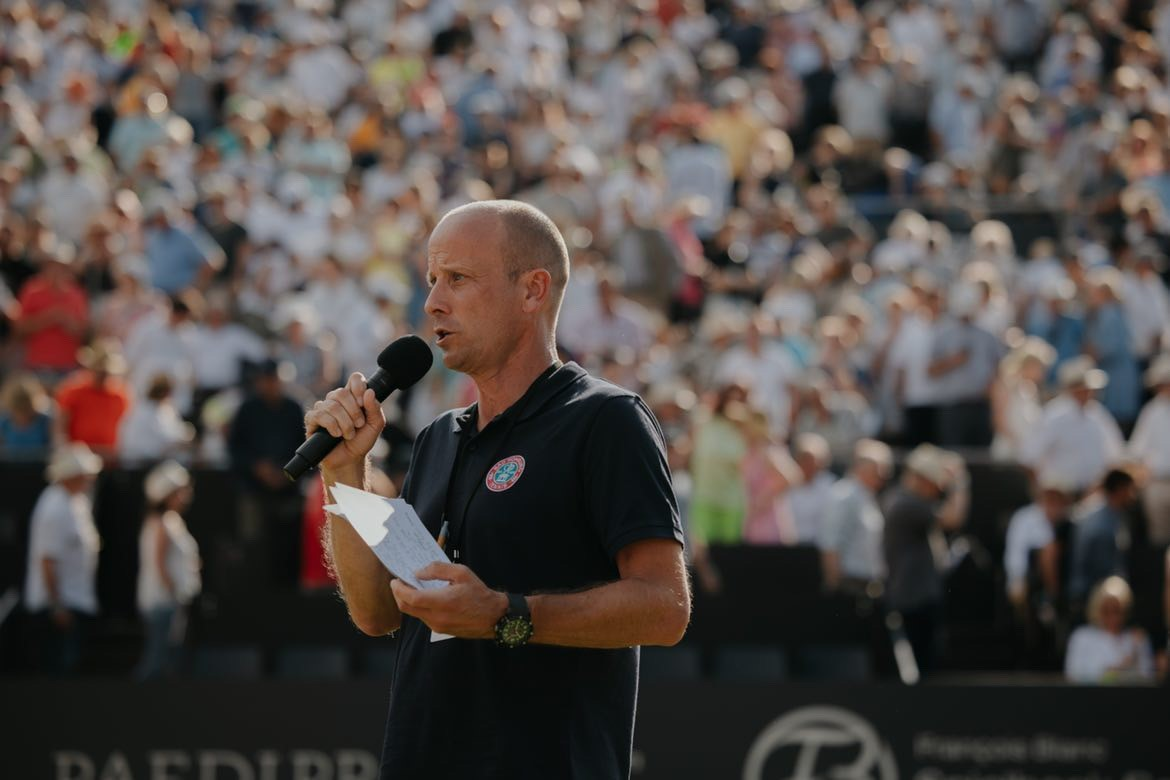
Teo Jägersberg moderiert bei den Bad Homburg Open (2022)

Teo Zeno Gustav Fenimore Jägersberg (* 5. März 1969 in Köln) ist ein deutscher Journalist, Reporter und Moderator. Jägersberg lebt in Baden-Baden. Er ist mit der Tennislehrerin Lana Jägersberg verheiratet, mit der er einen gemeinsamen Sohn hat. Sein Vater ist der Schriftsteller Otto Jägersberg.

## Leben und Wirken
Teo Jägersberg begann seine journalistische Karriere 1995 mit einem Volontariat beim regionalen Fernsehsender TV Baden, der später in B.TV umbenannt wurde. Nach dem Volontariat leitete er die Sportredaktionen von BTV Baden und BTV Württemberg. Im Jahr 2000 wechselte Jägersberg als Reporter in die Frankfurter Außenredaktion des Sportsenders DSF (heute Sport1). 2004 moderierte er gemeinsam mit Jimmy Hartwig einen wöchentlichen Fußball-Talk bei BTV4. Von 2005 bis 2008 leitete er die Sportredaktion von Regio TV Stuttgart. Seit 2008 ist Jägersberg als Reporter für das SWR Studio Karlsruhe tätig. Im Rahmen dieser Arbeit ist er regelmäßig live zu sehen bei den Landesnachrichten SWR Aktuell. Außerdem produziert Jägersberg regelmäßig Beiträge für die ARD-Sendung Brisant und die Landesschau im SWR Fernsehen. Außerdem moderiert er regelmäßig bei sportlichen Großveranstaltungen. So war er 2007 und 2008 Stadionsprecher bei den Qatar Telecom German Open 2008 der Frauen in Berlin und bei den Qatar ExxonMobil Open 2008 und Qatar Total Open 2008 in Doha, Katar. Von 2012 bis 2018 war Jägersberg Stadionsprecher beim Mercedes Cup, einem ATP-Tennisturnier in Stuttgart. 2021 und 2022 war Jägersberg Stadionsprecher bei den Bad Homburg Open 2021, einem WTA-Damentennisturnier auf Rasen.

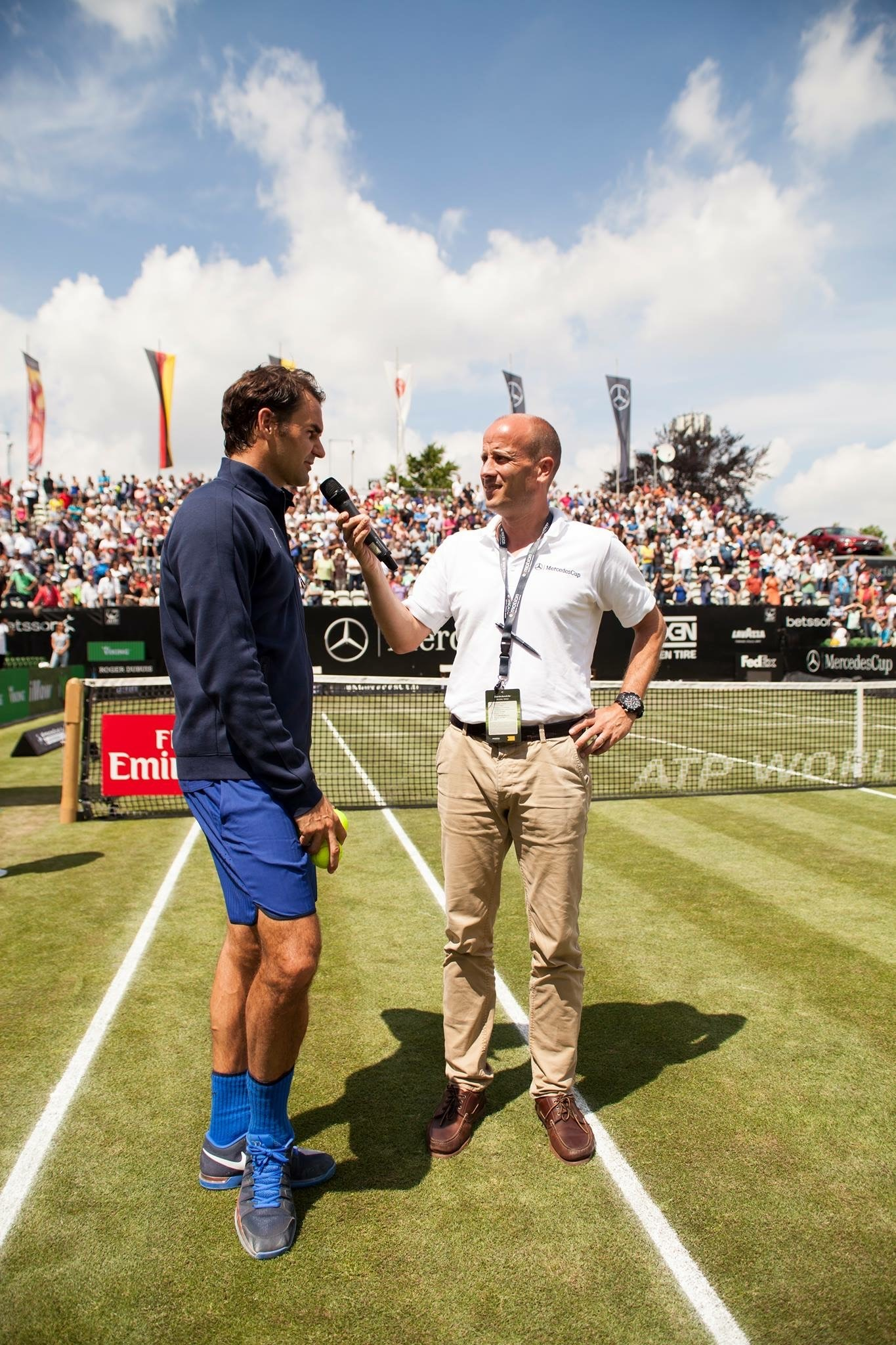
Teo Jägersberg im Interview mit Roger Federer

## Sportliche Karriere
Jägersberg ist auch erfolgreicher Tennisspieler, war mehrfacher badischer Meister bei den Senioren und Europameister 2011 im Doppel mit Marc Bientzle in der Altersklasse Herren 40. 2003 spielte er in der Qualifikation des ATP-Turniers von Gstaad mit. Auf einigen Turnieren betreute Jägersberg, der 1995 die B-Trainerlizenz beim Badischen Tennisverband erworben hat, den ATP-Doppelspezialisten Frank Moser. So war er auch bei dessen Sensationssieg 2011 mit Ivo Karlović bei den US Open gegen Bob Bryan und Mike Bryan an seiner Seite.